# Stazione di Kawanishi-Ikeda
La Stazione di Kawanishi-Ikeda (川西池田駅?, Kawanishi-Ikeda-eki) è una stazione ferroviaria di Kawanishi, città della prefettura di Hyōgo in Giappone sulla linea Fukuchiyama e servita dal servizio JR Takarazuka e alcune estensioni della linea JR Tōzai della JR West. La stazione è collegata a quella di Kawanishi-Noseguchi delle Ferrovie Hankyū, raggiungibile in circa 5 minuti attraverso un passaggio pedonale.

## Servizi ferroviari
West Japan Railway Company
■ Linea JR Takarazuka

## Struttura
La stazione è dotata di un marciapiede a isola centrale per 2 binari totali in superficie, con il fabbricato viaggiatori sopraelevato sul piano del ferro. 
| 1-2 | ■ Linea JR Takarazuka | per Takarazuka, Sanda e Fukuchiyama |
| 3-4 | ■ Linea JR Takarazuka | per Amagasaki, Osaka e Kitashinchi  |

## Stazioni adiacenti
| «                   | Servizio              | »                   |
| Linea JR Takarazuka | Linea JR Takarazuka   | Linea JR Takarazuka |
| ------------------- | --------------------- | ------------------- |
| Kita-Itami          | Locale                | Nakayamadera        |
| Itami               | Rapido Rapido Tambaji | Nakayamadera        |